# Galați megye
Galați megye (magyarul: Galac megye) közigazgatási egység Romániában, a Moldva régióban, a Szeret és a Prut alsó folyása valamint a Duna között. 4466 km2-es területével Románia 33. legnagyobb megyéje, mely az ország teljes területének mintegy 1,87%-át adja. Emellett közel 496 ezer fős lakosságával Románia 13. legnépesebb közigazgatási egysége, ezzel az ország népességének 2,59%-ával rendelkezik, népsűrűsége meghaladja az országos átlagot.
Északról Vaslui megye, keletről Moldova, délről Tulcea megye és Brăila megye, nyugatról pedig Vrancea megye határolja. Székhelye a hajógyártásáról és acéliparáról, valamint a Duna partán jelentős gazdasági szerepet betöltő Galați, "a hársfák városa", a régió egyik legnagyobb városa, Románia 8. legnépesebb városa. Emellett a megye jelentős városai közé tartozik a gazdasági és mezőgazdasági központ Tekucs, a Duna-delta közelségét élvező Măcin, illetve a fontos közintézmények, iskolák és egészségügyi szolgáltatások helyként szolgáló Târgu Bujor.
Földrajzát a Duna, a Siret és a Prut folyók határozzák meg. Nagy része síkság, amely kiválóan alkalmas mezőgazdaságra, míg a déli részén a Covurlui-dombság enyhén hullámos tájai emelkednek. A Duna gazdasági fontosságú, hiszen a megye határán folyik, jelentős kereskedelmi és közlekedési szerepet betöltve, különösen Galati városának kikötőjén keresztül. A Prut mentén védett természeti területek találhatók, amelyek gazdag növény- és állatvilággal rendelkeznek. A megye éghajlata mérsékelt kontinentális, forró nyarakkal és hideg telekkel, amelyet a folyók közelsége enyhít.
Történelme a Duna menti stratégiai elhelyezkedése miatt gazdag és sokrétű. Az ókorban a dákok lakta terület volt, amit számos régészeti lelet bizonyít. A középkorban a Moldvai Fejedelemség részeként Galati fontos kereskedelmi központtá vált, főként a dunai kikötőjének köszönhetően. A 19. században szabadkikötői státuszt kapott, ami felgyorsította gazdasági fejlődését. A világháborúk alatt stratégiai jelentősége miatt katonai események színtere volt. A kommunizmus idején a megye ipari központtá vált, különösen a hajó- és acélgyártás révén. Gazdag történelmi öröksége ma is meghatározza kulturális és gazdasági szerepét Romániában.

Galați megye elhelyezkedése Románia területén

## Nevének eredete
Galați megye nevét a székhelyéről, Galați városáról kapta. A város nevének eredetére több elmélet is létezik. 
- Az egyik szerint a név a kun 'galat' szóból ered, amely az arab 'qal'at' (قلعة) szóból származik, jelentése 'erőd'.
- Egy másik elmélet szerint a név a szerb 'galac' szóból származik, bár ezt az elképzelést kevésbé támogatják.
- Egyes kutatók úgy vélik, hogy a területet az i. e. 3. évezredben gall eredetű törzsek lakták, akik erődöt építettek itt, és a város nevét róluk kapta.
- Mások szerint pedig a várost az időszámítás szerinti 4. században a római Cocceius Galattus alapította, aki Nagy Constantinus császár küldötte volt, de van olyan feltevés is, amely a régi források alapján gondolja úgy, hogy az egykor itt álló halászfalut nevezték el Gǎlaț falunak.

## Földrajz
Felszíne 20-300 méterig észak felé emelkedő, lösszel borított síkság és alacsony dombvidék, ez a Covurlui síksága. A Szeret mellett, a Focșani – Nămoloasa – Galați vonalon egy erős földrengéses övezet húzódik.
Nagy hőingadozást mutató, kontinentélis éghajlatú, kevés (évi 400–500 mm-es) csapadékkal.
Természetes sztyepp-növényzetét a termesztett növények váltották fel.

## Lakossága
A 2002-es népszámlálás adatai alapján a megye lakossága 619 556 fő. Etnikai szempontból többségében románok lakták, de jelentős cigány kisebbség (2,1%) is élt itt, valamint a népszámlálás adatai szerint 2002-ben 259 magyar is lakott itt.
A 2011-es népszámláláskor a megye 536 167 lakosának 90,1%-a román, 3,2%-a roma volt. 180 fő lipovánnak, 156 fő görögnek, 133 fő magyarnak vallotta magát.

## Gazdasága
Fejlett a vaskohászati ipara. Fémfeldolgozó ipara fémlemezt, sodronyt és szaget állít elő. Galați Konstanca után az ország második legnagyobb kikötője, ahol tengeri hajók is kiköthetnek. Itt van az ország egyik legnagyobb hajóépítő központja. Gyapotfeldolgozó és élelmiszeripara is jelentős.
Mezőgazdaságának főbb ágai: gabonatermesztés (kukorica és búza) valamint a szőlőtermesztés (a szőlővel beültetett terület nagyságának szempontjából Vrancea megye után második az országban).

## Turizmus

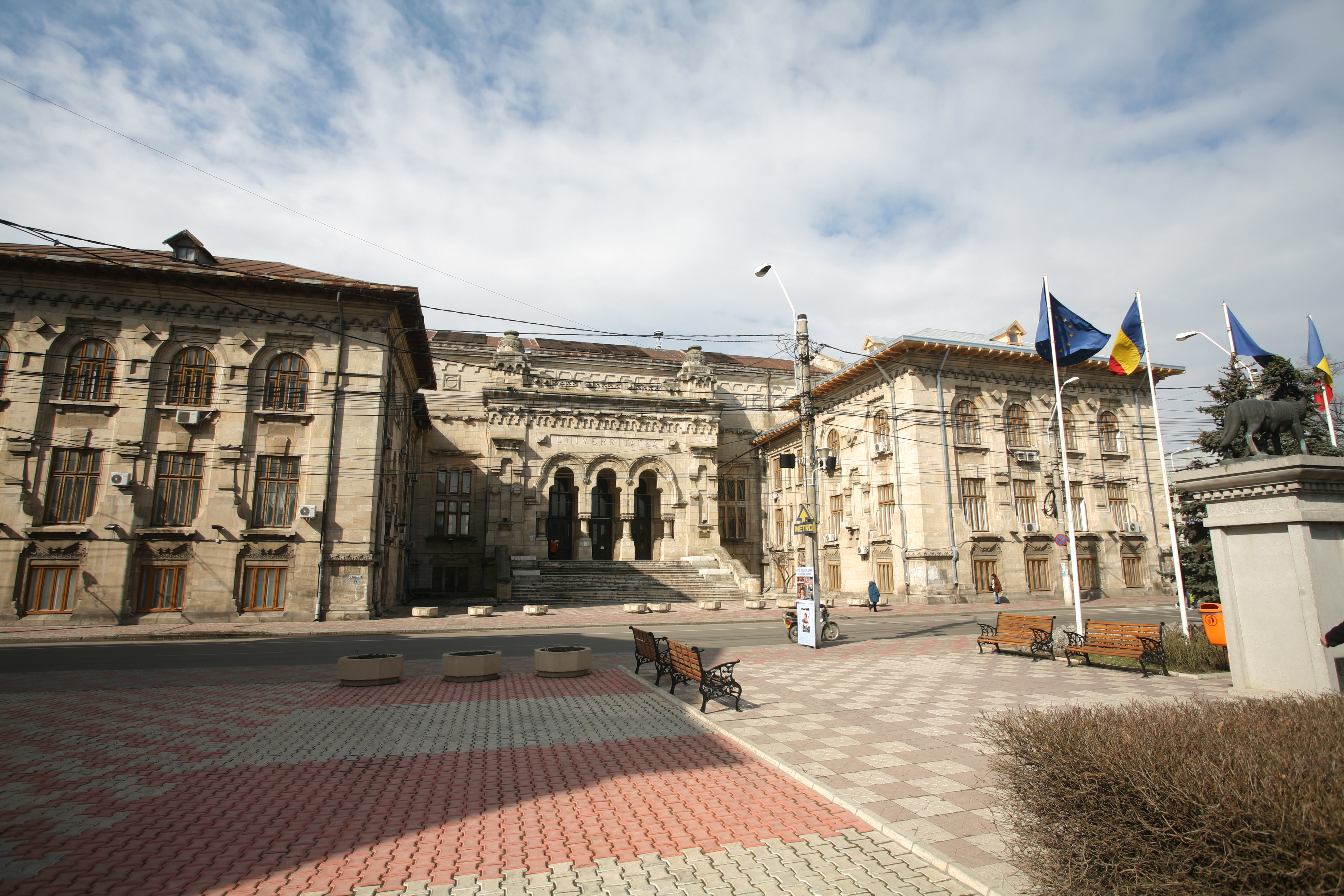
Galați, a megyeszékhely
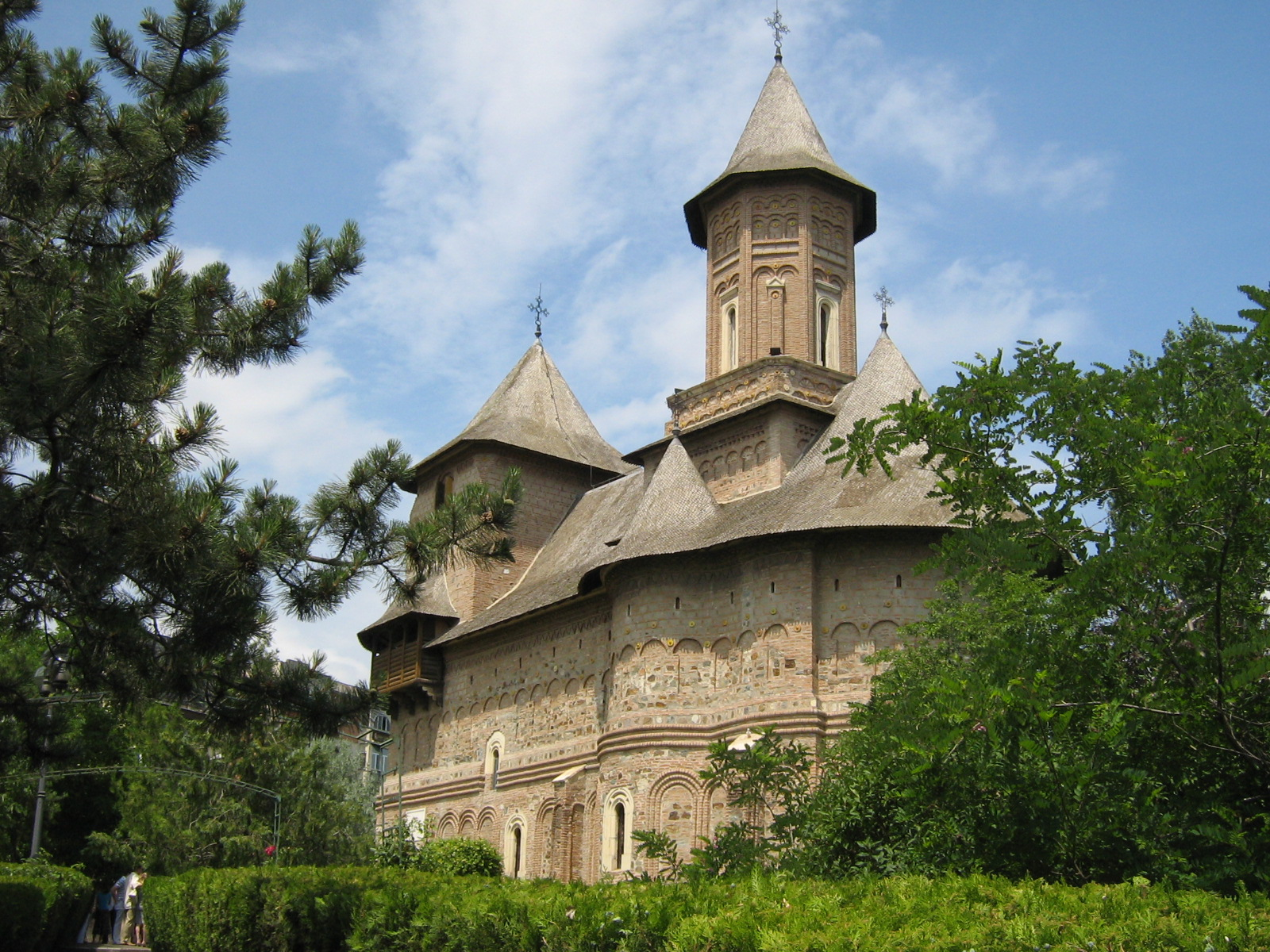
Szűz Mária-erődtemplom
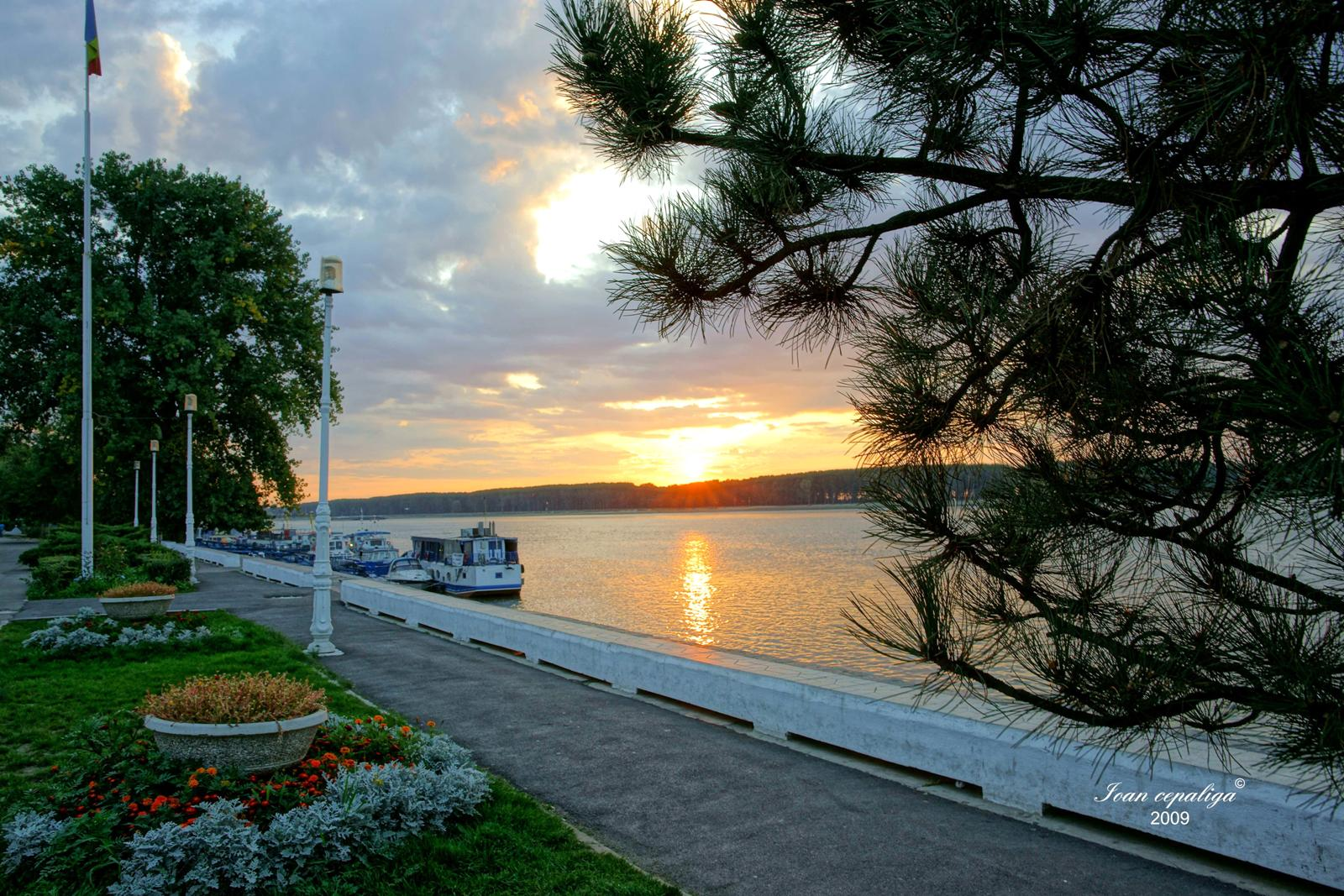
Duna-parti sétány
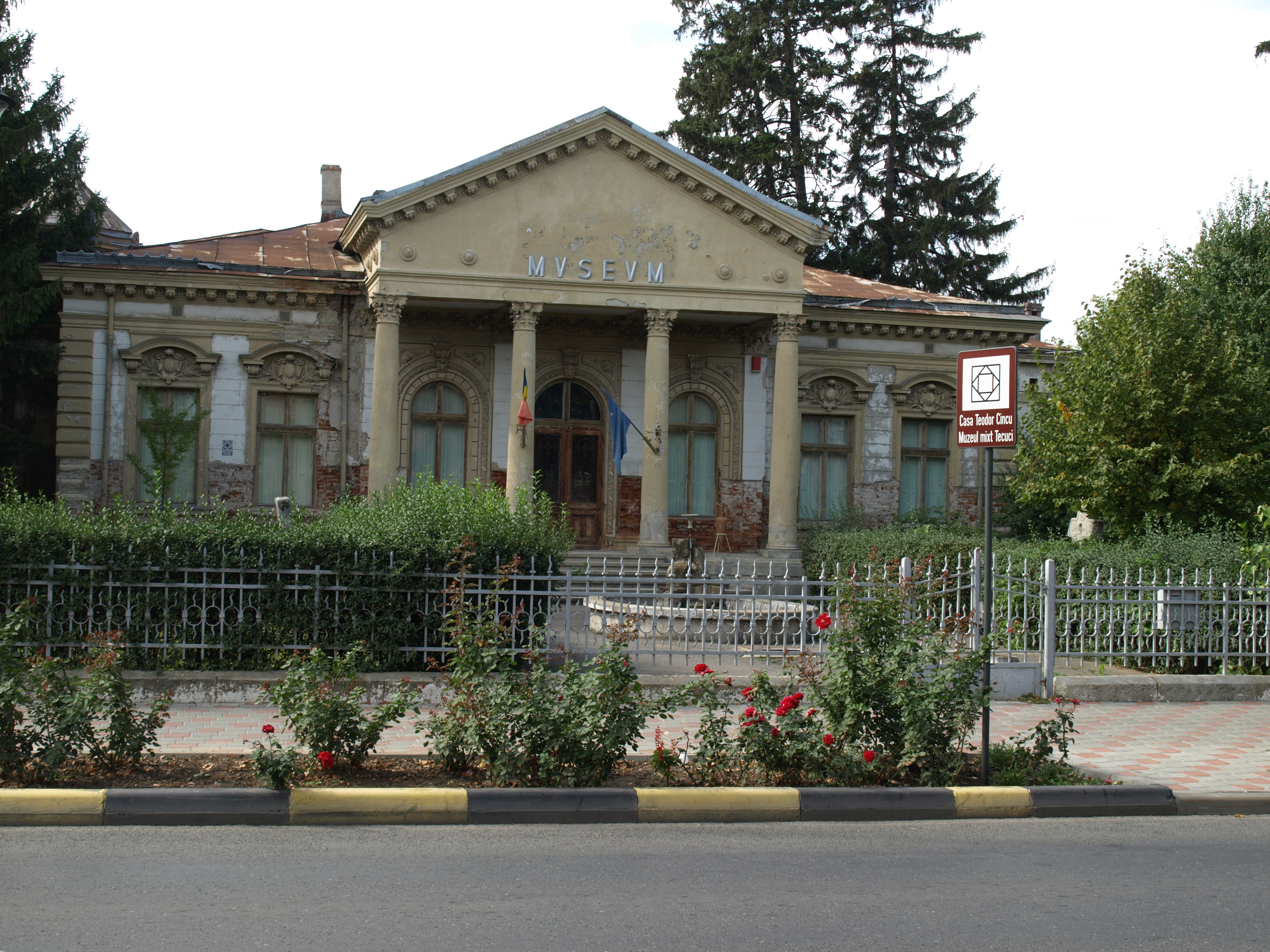
Teodor Cincu-ház
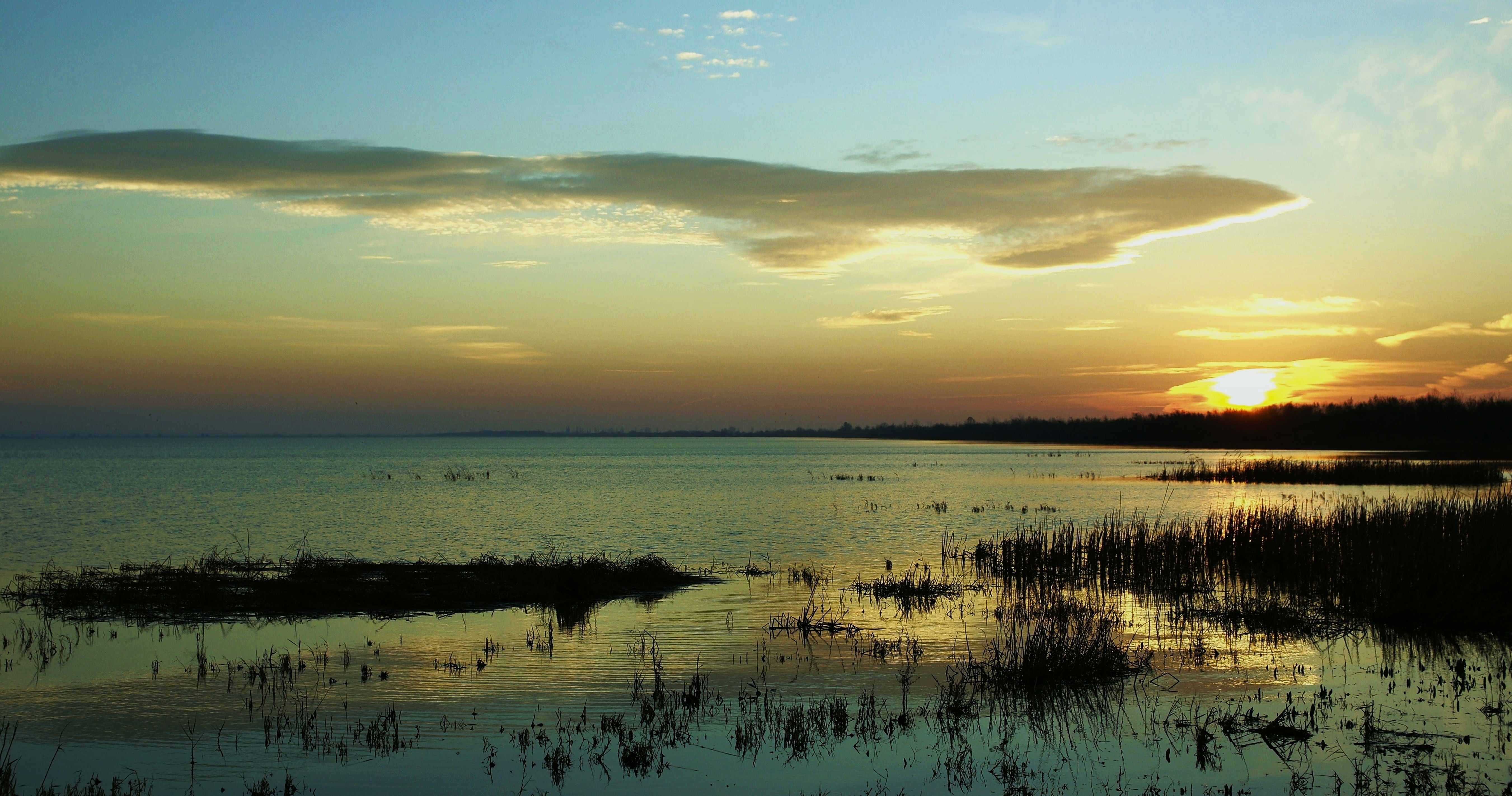
Brateș-tó

## Települések
A megyében 2 municípium, 2 város és 59 község található.

### Községek
| - Bălăbănești - Bălășești - Băleni - Băneasa - Barcea - Berești-Meria - Brăhășești - Braniștea - Buciumeni - Cavadinești - Cerțești - Corni - Corod | - Cosmești - Costache Negri - Cuca - Cudalbi - Cuza Vodă - Drăgănești - Drăgușeni - Fârțănești - Foltești - Frumușița - Fundeni - Ghidigeni - Gohor - Grivița | - Independența - Ivești - Jorăști - Liești - Măstăcani - Matca - Movileni - Munteni - Nămoloasa - Negrilești - Nicorești - Oancea - Pechea - Piscu | - Poiana - Priponești - Rădești - Rediu - Scânteiești - Schela - Șendreni - Slobozia Conachi - Smârdan - Smulți - Suceveni - Țepu - Tudor Vladimirescu - Tulucești | - Umbrărești - Valea Mărului - Vânători - Vârlezi - Vlădești |

## Külső hivatkozások
- Földrajzi Kislexikon - Dr. Tulogdi János, Kriterion Könyvkiadó, Bukarest, 1976